# Beilschmiedia barensis
Espèce
Synonymes
- Tylostemon barensis Engl. & K. Krause[1]

Beilschmiedia barensis est une espèce de plantes à fleurs de la famille des Lauraceae et du genre Beilschmiedia selon la classification phylogénétique.

## Étymologie
Son nom rend hommage au botaniste allemand Carl Traugott Beilschmied, l'épithète spécifique fait référence à Baré, une localité à l'ouest du Cameroun.

## Découverte et description
Beilschmiedia barensis est une plante endémique du Cameroun.